# Candil
Candil és una entitat de població de l'Uruguai, situada a l'oest del departament de Florida. Forma part de l'àrea metropolitana de Florida, amb un nucli poblacional de 6.465 habitants, segons les dades del cens del 2004.
Es troba a 70 metres sobre el nivell del mar.